# Савчинська сільська рада (Сокальський район)
Савчинська сільська рада — колишній орган місцевого самоврядування у Сокальському районі Львівської області. Адміністративний центр ради — село Савчин.

## Населені пункти
Сільській раді підпорядковані населені пункти:
- с. Савчин
- с. Гута

## Склад ради
Рада складається з 16 депутатів та голови.

### Керівний склад попередніх скликань
| ПІБ                      | Основні відомості                                                  | Дата обрання | Дата звільнення |
| ------------------------ | ------------------------------------------------------------------ | ------------ | --------------- |
| Калька Василь Васильович | Сільський голова, 1963 р.н., освіта, член Народного Руху України   | 26.03.2006   | 31.10.2010      |
| Калька Василь Васильович | Сільський голова, 1975 р.н., освіта середня загальна, безпартійний | 31.10.2010   |                 |

Примітка: таблиця складена за даними джерела